# 孔卡河 (意大利)
43°58′N 12°43′E / 43.967°N 12.717°E

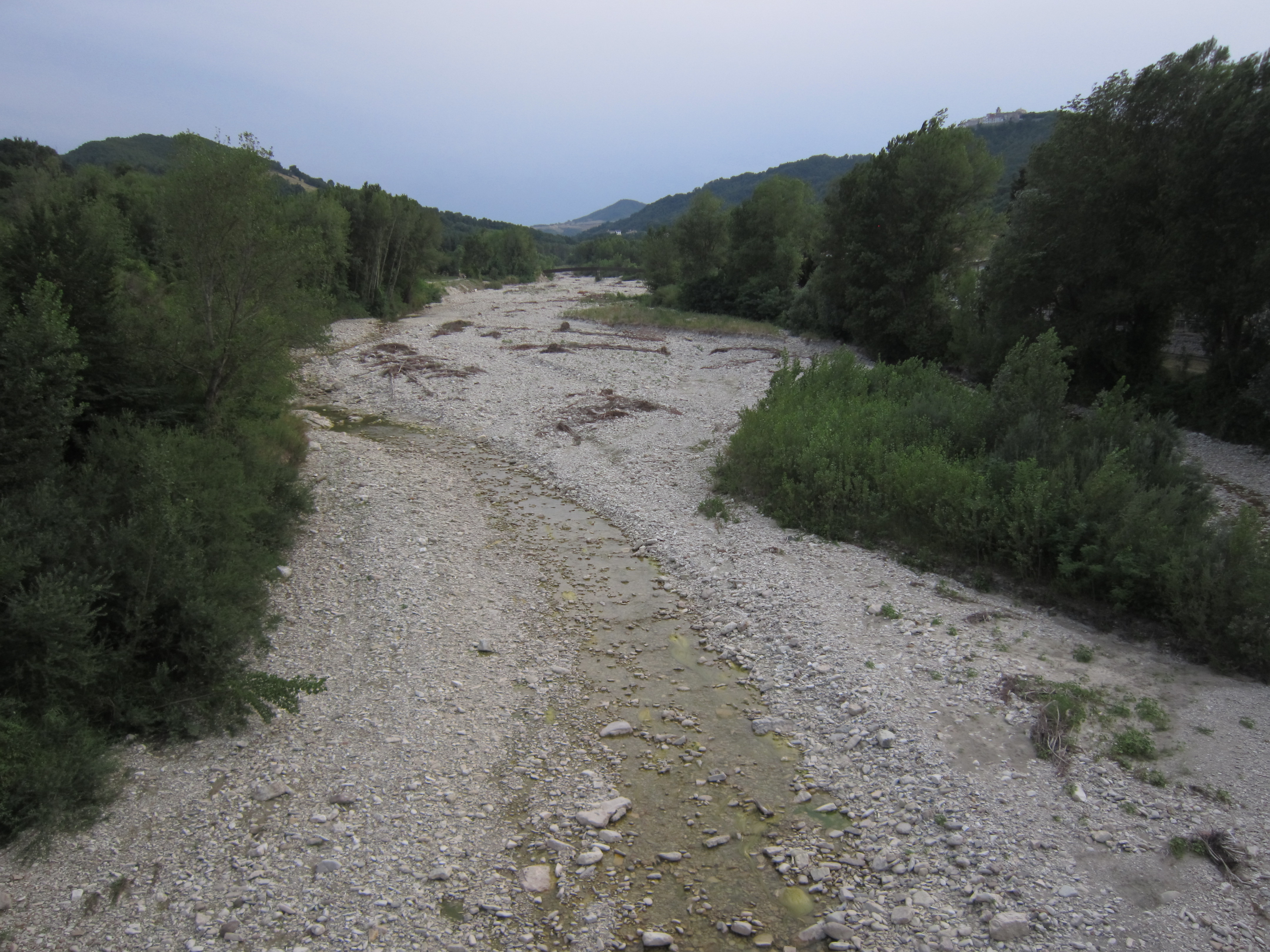
孔卡河上游。

孔卡河是意大利的河流，流經馬爾凱和艾米利亞-羅馬涅，河道全長47公里，平均流量每秒1.5立方米，最終在米薩諾阿德里亞蒂科附近注入亞得里亞海。